# Florencite-(Ce)
La florencite-(Ce) è un minerale, chimicamente è un fosfato idrato di alluminio e cerio. Questo minerale è stato descritto per la prima volta nel 1900 in base ad un ritrovamento avvenuto a Tripuhy nei pressi di Ouro Preto, regione di Minas Gerais, Brasile con il nome di florencite attribuito in onore del mineralogista brasiliano William Florence che effettuò le prime analisi sui campioni. Il nome è stato poi modificato nell'attuale nel 1987 in base al suo contenuto di cerio.
La florencite-(Ce) è solubile parzialmente in acido cloridrico a caldo.

## Morfologia
La florencite-(Ce) è stata scoperta sotto forma di cristalli ben formati lunghi fino a 0,5 cm a forma di romboedro acuto di colore giallo pallido spesso con macchie nere causate da inclusioni di tormalina o colorati di rosso dall'ossido di ferro.

## Origine e giacitura
La florencite-(Ce) è stata scoperta in sabbie ricche di cinabro associata a monazite, xenotime-(Y), lewisite e derbylite, è stata poi trovata anche fra sabbie diamantifere e ancora nello scisto micaceo associata a topazio, caolino ed ematite.